# John Couch Adams
John Couch Adams (ur. 5 czerwca 1819 na farmie Lidcott w pobliżu Launceston (Kornwalia), zm. 21 stycznia 1892 w Cambridge) – angielski astronom i matematyk, od 1849 r. członek Londyńskiego Towarzystwa Królewskiego Royal Society. Laureat Medalu Copleya.

## Życiorys
W roku 1843 ukończył z najlepszym wynikiem St John’s College na Uniwersytecie Cambridge. Następnie został członkiem Pembroke College na tymże Uniwersytecie . W latach 1858–1859 profesor matematyki w uniwersytecie w Aberdeen, a następnie, w latach 1859–1892, profesor astronomii i geometrii w Uniwersytecie w Cambridge.
Wykrył przyspieszenia wiekowe w ruchu Księżyca. W 1845 niezależnie od Urbaina Le Verriera i Johanna Gottfrieda Galle’a podał elementy orbity nieznanej dotąd planety, nazwanej później Neptunem. Wyznaczył je na podstawie obserwacji w nieprawidłowościach ruchu Urana. W 1861 mianowany dyrektorem obserwatorium astronomicznego University of Cambridge.
Wykazał, że rój meteorów Leonidy jest związany z kometą Tempela-Tuttle’a. Oprócz teoretycznego odkrycia Neptuna zasłynął pracami na temat teorii ruchu Księżyca, za co otrzymał Złoty Medal Królewskiego Towarzystwa Astronomicznego.

## Upamiętnienie
Krater księżycowy Adams został nazwany na cześć trzech astronomów: Johna Adamsa, Waltera Adamsa oraz Charlesa Adamsa.